# Kapetanovo
Kapetanovo (em sérvio:  Капетаново) é um castelo neogótico localizado na vila de Stari Lec, no município de Plandište, no nordeste da Sérvia. Em 1991, foi incluído na lista nacional de monumentos da cultura de grande importância e, desde então, está protegido.

## História
O castelo foi construído em 1904 pelo ispano do Condado de Torontál (Reino da Hungria, Áustria-Hungria), Béla Botka. Ele queria criar uma residência que se assemelhasse a um castelo medieval, e essa foi uma das razões para a construção do palácio neogótico. Kapetanovo está localizado perto da estrada Vršac-Zrenjanin, cerca de dois quilômetros a sudoeste da pequena aldeia de Stari Lec.
Depois de perder quase toda a sua riqueza em jogos de azar, Béla, o proprietário, decidiu vender o castelo, como a última solução possível para resolver sua situação financeira. Depois que ele contou à esposa Ema sobre isso, ela ficou tão arrasada que, na noite de 2 de agosto de 1938, subiu à torre mais alta de Kapetanovo, derramou gasolina em si mesma e queimou até a morte.
No entanto, em um leilão em 1938, Kapetanovo foi vendido a Franc Maj, um rico comerciante. Ele o comprou como parte principal do dote de sua filha. Após o casamento, ela e seu marido, Milan Kapetanov, se mudaram, e o castelo levou o nome dele. Durante esse período, Kapetanovo floresceu. Eles criaram grandes fontes e jardins ao redor do complexo do castelo, e a única parte que ficava constantemente trancada era a torre mais alta, onde Emma Botka se suicidou. Milão era o proprietário de Kapetanovo até o final da Segunda Guerra Mundial; após a Lei de Nacionalização, o castelo foi tomado pelo governo da Iugoslávia comunista.

## Arquitetura
O Castelo Kapetanovo é um exemplo da arquitetura neogótica. Tem duas entradas e, ao redor, havia um parque espaçoso (agora extinto) com uma fonte. Uma das especificações arquitetônicas mais específicas é uma empena que se estende por três lados do castelo. Com fachada branca simples e entrada elevada, as proporções harmoniosas do edifício são apontadas com altas torres quadradas com ameias. Todas as janelas têm arcos góticos afiados e, com seteiras falsas no topo da torre, a ideia do arquiteto de criar um castelo pseudo-medieval é claramente visível.

## Restauração
Após a nacionalização, o castelo ficou praticamente abandonado e vazio por quase quarenta anos. Em 1987, a reconstrução começou, mas logo foi abandonada após o trabalho básico de conservação. Então, em agosto de 2006, iniciou-se um vasto trabalho de restauração do castelo, que foi reformado em um restaurante com um hotel. Como o castelo está sob proteção da Academia Sérvia de Ciências e Artes como monumentos da cultura de grande importância, a reconstrução foi uma restauração fiel do design original.